# The World According To Pablo
The World According to Pablo («El mundo según Pablo») es el segundo disco de estudio del grupo sueco Billie the vision and the dancers. Publicado en 2005 bajo el sello propio de este, Love Will Pay The Bills Records.

## Lista de canciones
Todas las letras escritas por Lars Lindquist.
| N.º   | Título                        | Duración |  |
| 1.    | «I'm Pablo»                   | 2:55     |  |
| 2.    | «Nightmares»                  | 3:15     |  |
| 3.    | «A Man From Argentina»        | 3:16     |  |
| 4.    | «One More Full Length Record» | 2:37     |  |
| 5.    | «Go To Hell»                  | 2:53     |  |
| 6.    | «Come On Baby»                | 2:40     |  |
| 7.    | «I Let Someone Else In»       | 2:26     |  |
| 8.    | «Ghost»                       | 2:10     |  |
| 9.    | «Still Be Friends»            | 2:17     |  |
| 10.   | «Vamos A Besarnos»            | 2:59     |  |
| 11.   | «Goodnight Sweetheart»        | 2:27     |  |
| 27:55 |                               |          |  |